# Macrotona australis
Espèce
Macrotona australis est une espèce d'orthoptères caelifères de la famille des Acrididae trouvée dans le sud et l'est de l'Australie.

## Taxonomie
Il a été décrit par Francis Walker en 1870. Parmi les noms synonymes, on retrouve Eumacrotona bella, Eumacrotona simplex, Heteracris australis, Macrotona gracilis, Macrotona lineola.

## Description
Il mesure de 1,7 à 3,0 cm de long. Sa couleur varie du rouge au gris. La plupart des individus ont une coloration bronze à l'arrière des pattes postérieures.

## Distribution et habitat
Sa présence a été vérifiée dans tout le continent australien et la Tasmanie, sauf le Territoire du Nord.
On le trouve couramment dans les landes de Spinifex.